# Baltar (Paredes)
 (juin 2023).
Si vous disposez d'ouvrages ou d'articles de référence ou si vous connaissez des sites web de qualité traitant du thème abordé ici, merci de compléter l'article en donnant les références utiles à sa vérifiabilité et en les liant à la section « Notes et références ».
Pour les articles homonymes, voir Baltar (homonymie).
Baltar est une paroisse portugaise de la municipalité de Paredes.
Sa ville principale, Baltar, a été élevée au rang de ville le 1er juillet 2003.

## Géographie
Situé au centre de la municipalité de Paredes, la paroisse à une superficie de 7,70 km2.

## Toponymie
L'origine étymologique du mot Baltar, a été expliquée de manière très différente par plusieurs auteurs.
Selon Pinho Leal, il s'agit d'une combinaison de deux mots celtiques - balt (eau) et aar (courant). Pour Pedro Ferreira, Baltar dérive de Walter, nom personnel germanique qui fut aussi à l'origine de noms comme Gualter, Balteiro, etc.
Selon O Archeologo Português, Baltar est un nom géographique déjà documenté en 1087.

## Histoire
Au Moyen Âge, Baltar appartenait à la municipalité d'Aguiar de Sousa. En 1386, Jean Ier lui accorda le titre d'Honra (qu'il conserva jusqu'en 1834) et en fit don à son vassal João Rodrigues Pereira. Celui-ci, à son tour, a échangé cet honra nouvellement créé avec son cousin Nuno Álvares Pereira. Cet échange eut lieu le 30 octobre 1401.
Ainsi, Baltar devint la possession du connétable, qui à son tour en fit don à sa fille et son mari, les comtes de Barcelos et les premiers comtes de Bragance.
Avec sa propre charte, Baltar avait une chambre municipale, avec deux conseillers, un juge ordinaire, un tribunal, une prison, une potence et un pilori, et était soumis à la justice supérieure de Barcelos.
Élevée au rang de ville, Baltar disposait désormais d'importants droits, comparables uniquement aux plus grandes villes du Royaume. Jean VI, le 6 mars 1763, a confirmé ces privilèges.
Jusqu'au XIXe siècle, Baltar appartenait alors à la maison de Bragance. En 1801, elle comptait 2 070 habitants et, en 1834, grâce au prestige acquis au fil des siècles, elle forme sa propre municipalité, qui n'a cependant qu'une courte durée, puisqu'elle s'éteint en 1837.
Un comté éphémère se forme autour de neuf paroisses : Baltar, Cete, Vandoma, Astromil, Gandra, Sobrado , São Martinho do Campo, Rebordosa et Lordelo. À l'exception de Sobrado et de São Martinho do Campo, tous les autres seront plus tard intégrés à la municipalité de Paredes.
Le poète Daniel Faria (1971-1999) est né dans cette paroisse.

## Démographie
Sont répertoriés ici les statistiques issus des recensements dans la ville de Baltar :
| Année | 0-14 ans | 15-24 ans | 25-64 ans | > 65 ans |
| ----- | -------- | --------- | --------- | -------- |
| 2001  | 873      | 813       | 2525      | 455      |
| 2011  | 821      | 565       | 2858      | 574      |
| 2021  | 650      | 518       | 2700      | 852      |

## Patrimoine
- Mamoa ou Mamoa da Cavada da Oira
- Anta do Padrão
- Chapelle de Senhora da Piedade
- Église mère de Baltar
- Serra do Muro
- Chapelle des âmes
- Largo Pereira Inácio
- Casa da Pedra Larga
- Piste de karting de Baltar
- Cruzeiro - Point de vue
- Giesteira
- Ramos

## Fêtes et pèlerinages
- Seigneur des Affligés (juin)
- Senhora das Necessidades (août)
- San Miguel (septembre)

## Établissements d'enseignement
- Centre scolaire 1/2 cycle
- École 1er cycle de Feira no 3
- École fondamentale des 2e et 3e cycles de Baltar
- École primaire et secondaire Daniel Faria
- Jardin d'enfants Gloria Leão